# 최정남·강연정 부부간첩 사건
최정남·강연정 부부간첩 사건은 1997년 8월 2일 밤 11시 30분 간첩 부부인 최정남과 강연정이 공작선과 반잠수정을 이용, 대한민국 거제시 남부면 갈곶리 해안으로 침투하여 1997년 10월 27일 울산광역시에서 검거된 사건을 말한다. 

## 개요
간첩이 침투한 거제시 남부면 갈곶리 해안은 거제 해금강 부근으로 현지에 안내판이 설치되어 있다. 안내판에 의하면, 최정남과 강연정은 1997년 7월 30일 수요일 조선민주주의인민공화국 남포항을 출발하여, 7월 31일 목요일 밤 10시 중간 급유하고, 8월 2일 토요일 밤 9시 반잠수정으로 환승하였으며, 8월 2일 토요일 밤 11시 30분에 거제시 남부면 갈곶리 해안으로 침투하였다. 침투 당시 해당 지역에는 국지성 소나기가 내리고 있었고 월광은 9%, 파고는 1~1.5 m였다. 공작선에는 노동당 사회문화부(대외문화부, 현 225국) 총 25명이 타고 있었고 17명은 공해상에서 대기하였으며 육지로 침투한 인원은 총 8명으로 공작원 2명, 전투원 3명, 자선조 3명이다. 공작원 최정남(남)과 강연정(여)은 부부 관계이다. 
간첩들은 수중추진기를 이용해 갈곶리의 석개해변으로 침투하였고, 갈곶리 시외버스정류장으로 이동 후 익일 오전 6시 창원지역 진출을 목적으로 침투지역을 이탈하였다. 침투 후 20일간 경주, 부산, 광주 등 전국에 드보크를 설치하고 현지 적응 훈련을 실시하였으며 검거 후 드보크를 확인한 결과 체코제 권총과 실탄이 총 54종 284점 발견되었다. 유사시 서울 지하철을 마비시킬 방법을 확인하였으며, 대한민국의 동향을 파악하고 지하당을 구축하며 우량 농산물 종자 확보 등의 공작을 수행하였다.

## 무기
간첩들은 살상용 특수무기를 포함해 최신형 공작 장비를 소지하고 있었다. 외견상 만년필처럼 보이는 독총은 내부에 화약과 독약이 든 탄알이 장전되어 있으며 만년필 뚜껑을 1~2회 돌려 밀면 장약이 폭발하면서 독약 총탄이 발사되는 원리로 작동한다. 또한 6조 우선 32구경이며 14발을 장전할 수있어 훨씬 강력한 체코제 MOD83 권총을 소지하고 있었다.

## 활동과 체포
간첩들은 20일간의 남한 적응 기간 동안 경주시와 수안보 등 여러 관광지를 찾아다니면서 줄을 잇는 교통행렬을 보고 남한 사람들은 일을 하지 않은 채 놀러만 다닌다는 생각을 했다고 나중에 진술했다. 8월 23일 서울특별시까지 침투해 구로동에 월세방을 얻은 후 본격적인 활동에 들어갔다. 이들의 주된 임무는 고정간첩의 활동상황을 점검하고, 새로운 인물을 포섭해 월북하는 것이었다.  9월 10일에는 고영복 교수를, 9월 22일에는 서울 지하철 동작설비분서장인 고정간첩 심정웅을 방문했다. 이후 이들은 두 사람을 번갈아 만나며 남한 정세나 지하철 시설망 등 각종 정보를 수집했다. 10월에는 서울특별시 여의도에 잠입했다가 점심을 먹던 중 메밀국수를 먹는 법을 몰라 간장 소스를 국수에 그대로 붓는 바람에 바지를 버리기도 했다.
이들은 10월 21일 울산광역시의 한 커피숍에서 재야 인사를 만나 바로 옆자리에 다른 사람들이 있었음에도 불구하고 태연하게 북한 사투리를 쓰면서 자신들의 신분을 밝히고, 북한으로 갈 것을 제의했다. 이에 재야인사는 곧 신고했고 다음날 이 사실을 기자회견을 통해 공개하였다. 울산에서 공작활동을 할 때 한 명은 밖에서 권총을 휴대하고 엄호를 해야 하는데도 이런 수칙을 무시해 함께 검거되었다고 진술했다.

## 사진
간첩이 침투한 갈곶리 해안 부근에 위치한 해금강안내소(도로명주소 : 거제시 남부면 해금강로 264)에는 아래와 같이 거제시통합방위협의회의장, 거제경찰서장, 해안경비부대인 제8358부대 3대대장의 명의로 이 사건과 관련된 안내판이 있다.
현지 안내문

## 같이 보기
- 간첩
- 강릉지역 무장공비 침투사건 (1996)
- 속초 잠수정 침투 사건 (1998)
- 여수 반잠수정 침투 사건 (1998)